# Scintilla AG

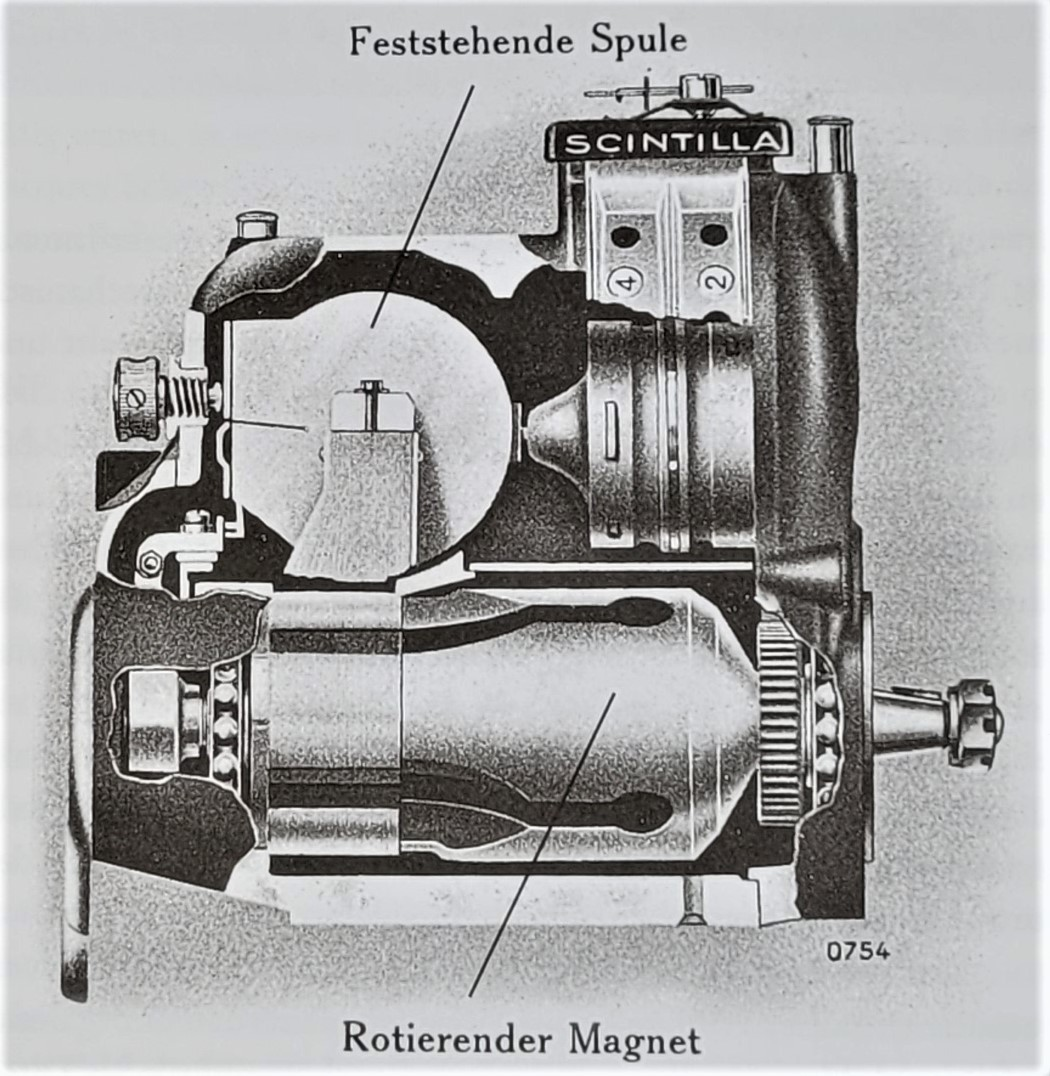
Magneto-Zünder nach Patent Albert Aichele

Scintilla AG (1926) von Walter Mittelholzer

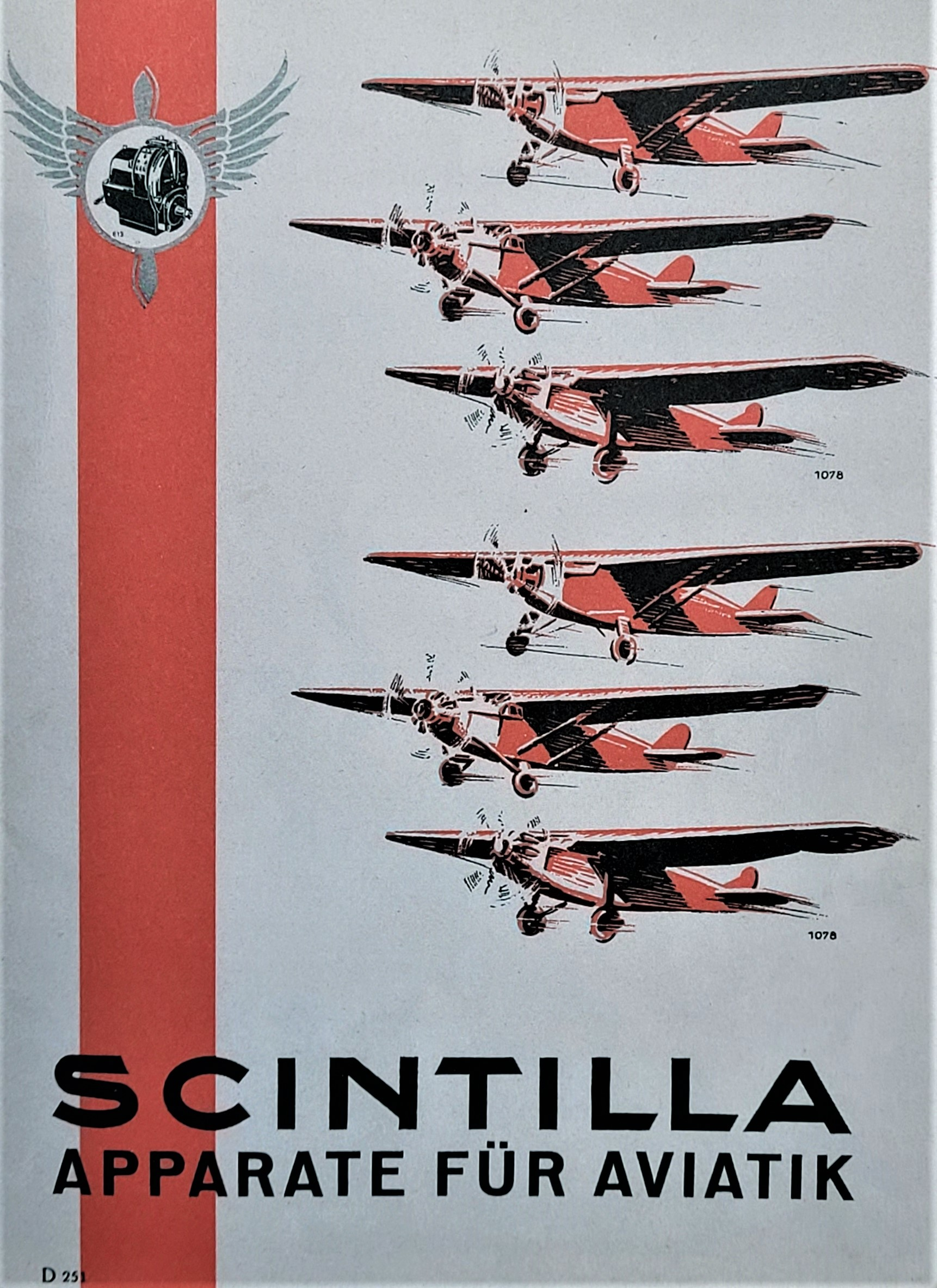
Flugzeugmotoren mit Scintilla-Zündern

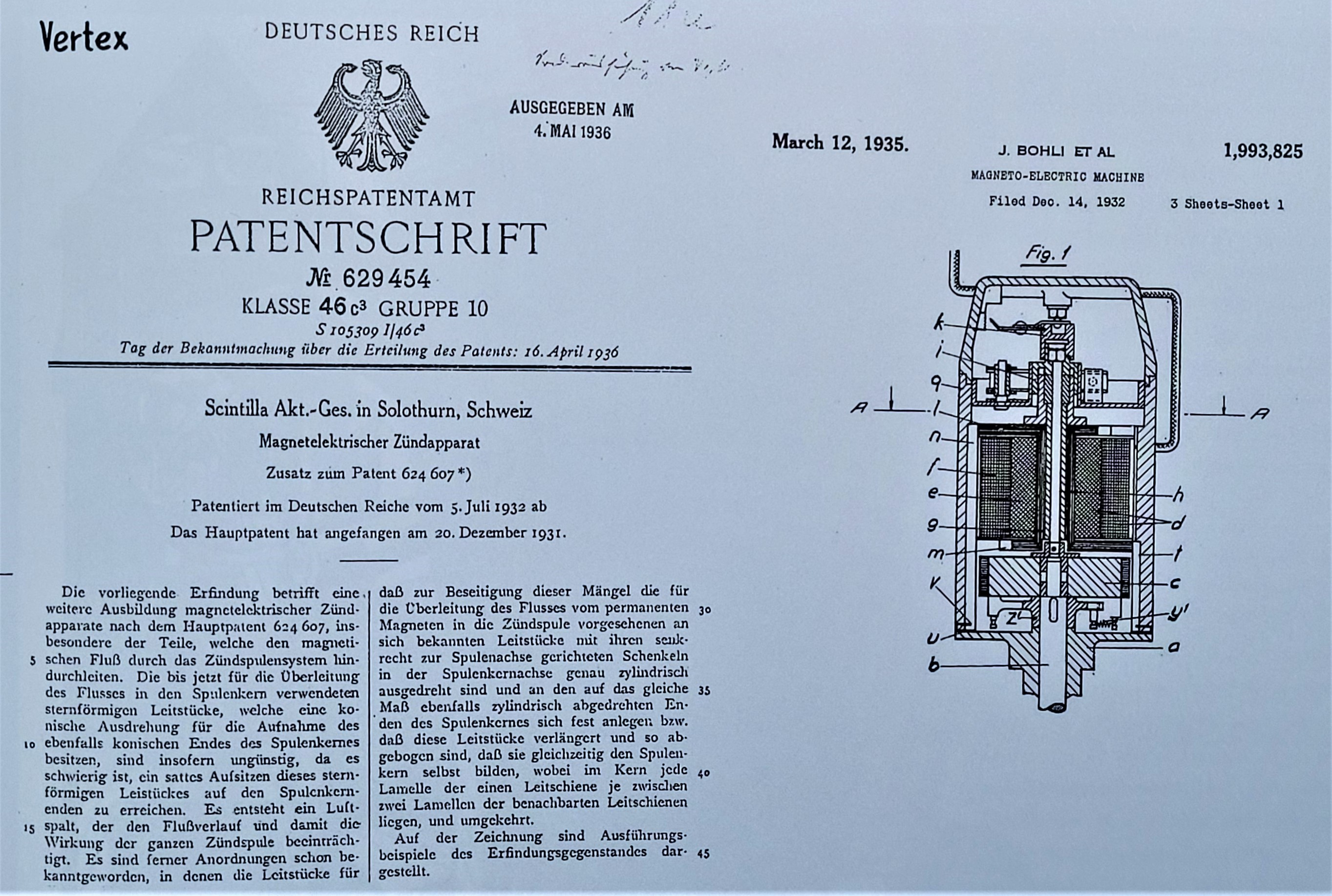
Magneto-elektrischer Zünder für Verbrennungsmotoren Typ «Vertex»

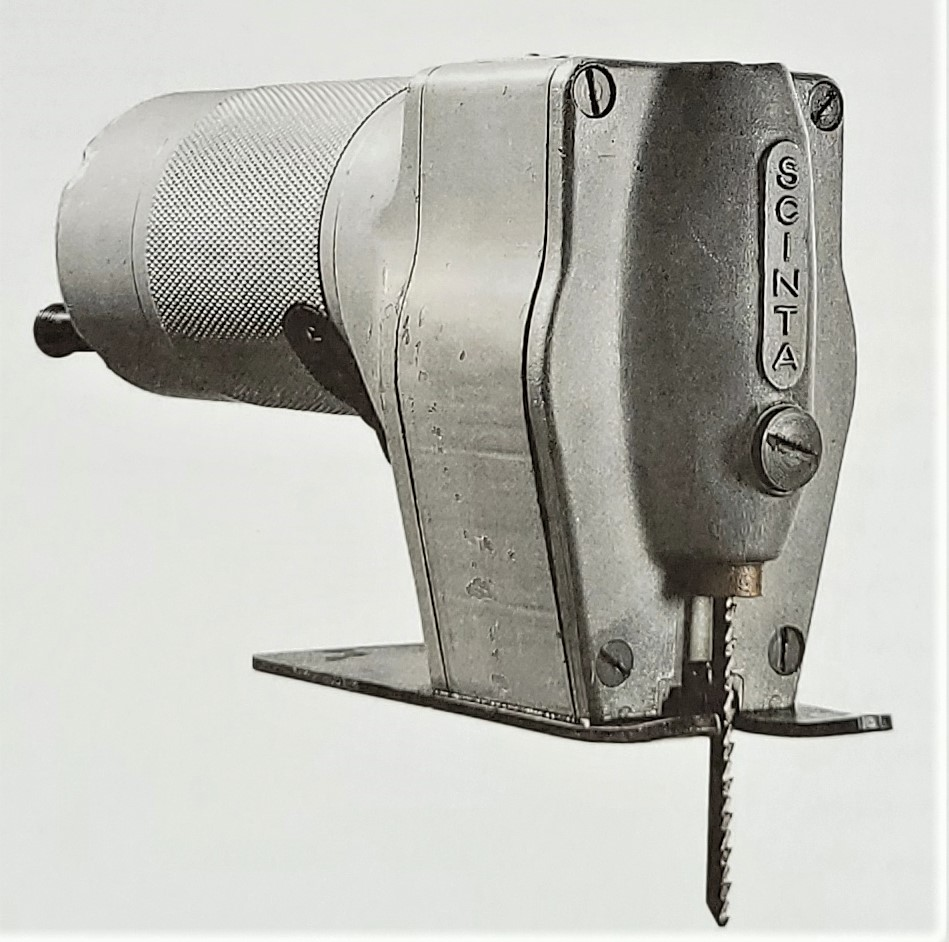
Weltweit erste motorisch betriebene Handstichsäge der Scintilla AG

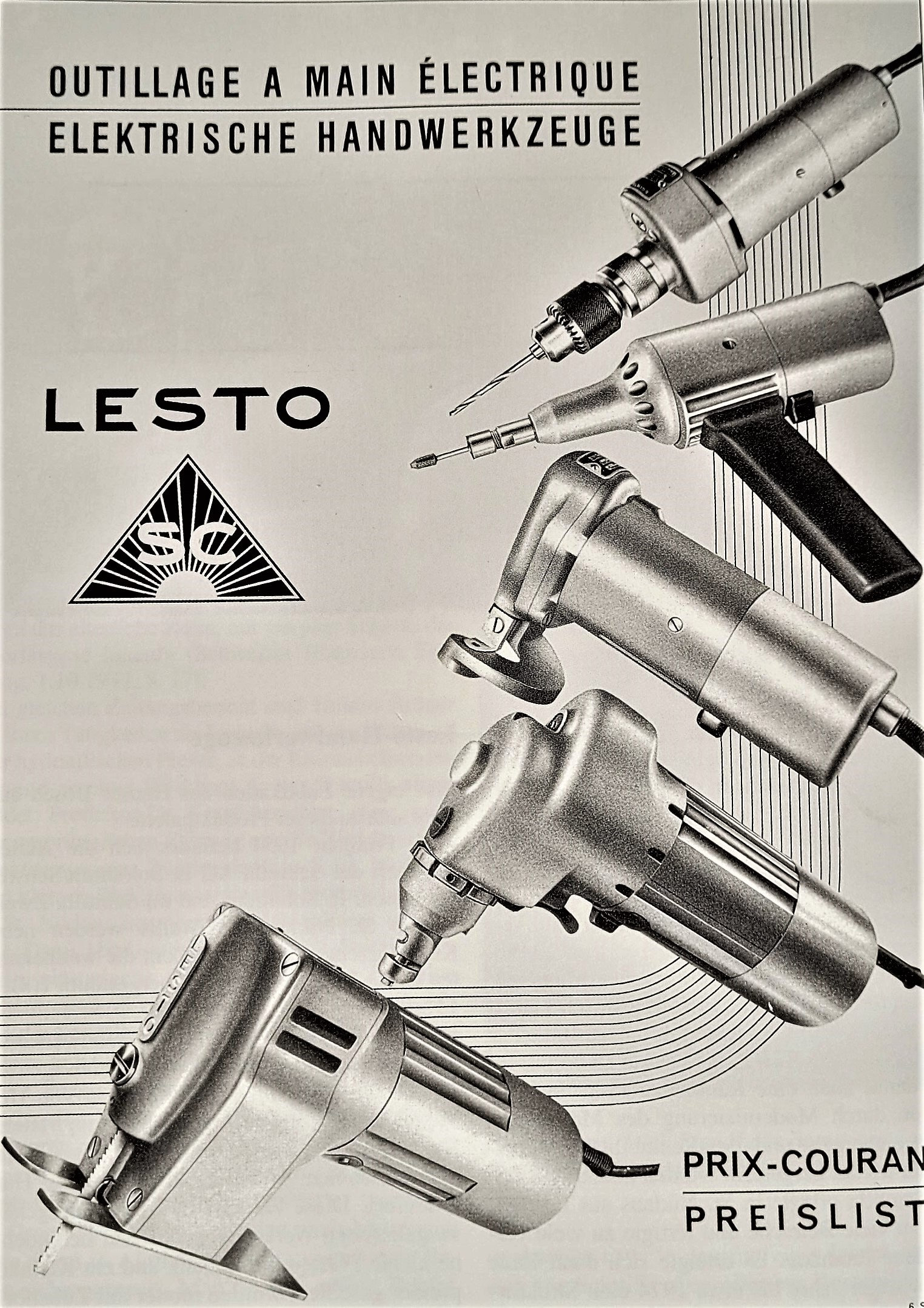
Unterschiedliche, elektrisch betriebene Handwerkzeuge Marke Lesto der Firma Scintilla AG

Scintilla AG wurde 1917 in Zuchwil nahe Solothurn durch Brown, Boveri & Cie zur Produktion von Magnetos für die Zündung in Verbrennungsmotoren gegründet.

## Gründungszeit und Erster Weltkrieg
Bereits vor 1917 hatte die Firma Robert Bosch GmbH in Deutschland ebenfalls Magneto-Zünder hergestellt und vor dem Ersten Weltkrieg eine dominierende Marktstellung für diese Motorkomponenten aufgebaut. Wegen des Krieges kam es in bestimmten Ländern zu Entlassungen von Bosch-Mitarbeitern. So wurden in der neutralen Schweiz Jacques Schnyder und zwei seiner Ingenieure entlassen. Sie wollten zusammen eine eigene Firma gründen und fragten bei der bereits erfolgreichen Elektrotechnikfirma Brown, Boveri & Cie (BBC, heute ABB) an. Dort arbeitete Albert Aichele als Entwicklungsleiter im Range eines Direktors. Ein BBC-Team entwickelte zusammen mit Schnyder 1916 einen verbesserten Magneto-Zünder mit rotierendem Magnet, der am 15. Mai 1917 zu einer Patentanmeldung führte (US-Patent 1'391'234). Dies ermöglichte am 24. Mai 1917 die Gründung der neuen Firma Scintilla als Tochterfirma von BBC unter der Leitung von Schnyder, wobei Scintilla auf Italienisch Funken in Anlehnung an den Zündungsentladungsfunken in Magnetos heisst. Dank technischer Überlegenheit der neuen Konstruktion, den zur Verfügung gestellten finanziellen Mitteln von BBC und der Behinderung des Konkurrenten Bosch durch den Krieg konnte Scintilla expandieren. Das Fabrikationsprogramm wurde 1920 mit der Herstellung von 12-Volt-Gleichstrom-Dynamos und Kippanlassern, einer eigenen Konstruktion der Scintilla, für Fahrzeuge erweitert. Der erste Automobilhersteller, der alle diese Komponenten von Scintilla verwendete, war die belgische Minerva Automobiles S. A. Jedoch war die Auslastung der Fabrik in Zuchwil mit 600 Arbeitern 1921 noch unbefriedigend und führte zu Verlusten. BBC zog sich 1925 zurück und überliess Scintilla neuen Investoren.
Früher hatte BBC versucht, im US-Markt Scintilla-Magnetos einzuführen. Es zeigte sich aber, dass sie für normale Automobile gegenüber batteriegespeisten Zündern kaum Chancen hatten. In Flugzeugen jedoch bestanden Absatzmöglichkeiten. Der Amerikaner Lawrence Wilder kaufte 1924 die Firma Scintilla Magneto Corporation von BBC und erwarb damit die Lizenzrechte aller bisherigen Produkte von Scintilla und deren exklusive Vertriebsrechte für die USA. Nachdem eine teilweise lokale Produktion vorhanden war, wurden die US Air Force und die US Navy Stammkunden für Scintilla-Magnetos. Bereits 1928 wurden 99 Prozent aller Flugzeuge in den USA mit Scintilla-Magneto-Zündern ausgerüstet. Diese Erfolge führten 1929 zur Übernahme der Scintilla Magneto Corporation durch die Bendix Aviation Corporation. Vom häufigen Einsatz des Scintilla-Zünders in Flugzeugen zeugte dessen Verwendung im Flugzeugmotor von Charles A. Lindbergh, als er 1927 den Atlantik überquerte. Weitere bekannte Flieger wie Amelia Earhart und Walter Mittelholzer flogen mit Motoren ausgerüstet mit Scintilla-Zündern, die wegen ihrer Zuverlässigkeit gewählt wurden.

## Zwischenkriegszeit
Die Erfindung einer Blinker-Leuchte für Fahrzeuge im Jahr 1928 führte zu einer Ausweitung der Produktepalette von Scintilla. Scintilla hatte 1930 1600 Angestellte. Auftrieb gab in den folgenden Jahren eine weitere Innovation. Der Vertex-Magnetzünder kombinierte die Vorteile einer Batteriezündung mit denjenigen der Magnetzündung. Trotzdem ging es der Firma finanziell schlecht. Firmengründer Schnyder musste 1935 zurücktreten. Die Aktien verkaufswilliger Aktionäre wurden trotzdem zu hohen Preisen unter Regie eines Schweizer Treuhänders aufgekauft. Käufer im Hintergrund, vorerst ohne Kenntnis der Öffentlichkeit, war die Konkurrenzfirma Robert Bosch GmbH. Als neuer Leiter wurde Albert Huguenin eingesetzt. Er führte ein Kostensenkungsprogramm mit Personalreduktion durch. Als Produktneuerungen führte er Einspritzpumpen für Diesel- und Benzinmotoren ein, wodurch auch in diesem Bereich eine Konkurrenzsituation zu Bosch entstand.

## Zweiter Weltkrieg
Während des Zweiten Weltkrieges wurde der internationale Handel stark eingeschränkt. Der Export bisheriger Produkte von Scintilla war eingebrochen. Andererseits gab es Bedarf für Produkte, die nicht mehr importiert werden konnten, wie beispielsweise Fahrradbestandteile. Scintilla zeigte Flexibilität und begann die Lizenzfabrikation von Dreigang- und Bremsnaben für Velos. Auch wurden Tretgeneratoren für die Schweizer Armee hergestellt.

## Nachkriegszeit
Scintilla versuchte, in neue Bereiche vorzustossen. So wurde eine kleine Universaldrehbank für Heimwerker lanciert, und es wurden Kleinmotoren für verschiedenste Anwendungen gefertigt. Die weltweit ersten elektrischen Hand-Stichsägen nach einer Erfindung des Mitarbeiters Albert Kaufmann wurden 1946 von Scintilla auf den Markt gebracht. Damit wurde die Grundlage für den Einstieg in den Bereich der Elektrohandwerkzeuge geschaffen. Um dem Mangel an Arbeitskräften in der Region Solothurn auszuweichen, wurde 1947 in der Gemeinde St. Niklaus VS vor Zermatt eine zweite Fabrik in Betrieb genommen.

## Mehrheitsbeteiligung durch Bosch
Bosch übernahm 1954 die Aktienmehrheit an Scintilla und verordnete den stufenweisen Rückzug der Schweizer Tochterfirma aus dem Gebiet der Autoelektrik. Als Ersatz wurden Produktionsaufträge für fremde Firmen angenommen. Dazu gehörten Zeichentische, Staubsauger, Kaffeemaschinen und Nähmaschinen. Als eigene Produkte wurden ein Tonbandgerät sowie weitere elektrische Handwerkzeuge entwickelt und vermarktet. Dazu gehörten Schneidmaschinen, Schleifapparate, Bohrer und Handschrauber. Es folgten Werkzeuge mit Pressluft- und Pneumatikantrieb. Die Abstimmung der Produktpalette mit dem entsprechenden Werk von Bosch in Deutschland erfolgte 1964. Ab 1966 wurden alle Elektrowerkzeuge nicht mehr unter der bisherigen Scintilla-Marke Lesto, sondern unter der Marke Bosch vertrieben. Um die unterschiedlichen Bedürfnisse von Heimwerkern und gewerblichen Nutzern besser abzudecken, wurden unterschiedliche Modellreihen angeboten.
Die internationale Ausrichtung von Scintilla im Rahmen der Bosch-Strategie wurde durch Zukäufe gestärkt. So wurde das Elektrowerkzeuggeschäft der Firma Stanley Works in den USA 1980 übernommen und 1990 eine hälftige Beteiligung an der Vermont American Corporation in Louisville (Illinois), USA, zugekauft.
Innerhalb der Bosch-Gruppe übernahm Scintilla 1986 die weltweite Verantwortung für Zubehör zu allen Bosch-Elektrowerkzeugen.
Bosch/Scintilla erhöhten 1996 die Beteiligung an der US-amerikanischen Firma SB Power Tools Corporation in Chicago auf 84 Prozent, sodass Emerson Electric Company Minderheitsaktionär wurde. Scintilla machte 1996 insgesamt einen Umsatz von 805 Millionen Franken.
Seit 2005 ist Scintilla vollständig im Besitz der Bosch-Gruppe. Gleichzeitig erfolgte die Dekotierung an der Schweizer Börse. Im selben Jahr fertigte Scintilla über 577'000 Stichsägen und beschäftigte 1400 Mitarbeiter in den Werken Zuchwil und St. Niklaus.
Das Werk in St. Niklaus konnte 2007 die Produktion des viermilliardsten Sägeblatts bekanntgeben.
Seit 2008 gehört Scintilla zum Geschäftsbereich Bosch Power Tools.
Zum 70-jährigen Bestehen des Werks in St. Niklaus informierte 2017 die Firma, dass dort 700 Beschäftigte in Schichtbetrieb arbeiten und etwa 200 Millionen Sägeblätter pro Jahr produziert wurden. Vorteil der Gegend ist die hohe Flexibilität der Mitarbeiter. Weil die Sägeblätter beim Transport nur wenig Platz beanspruchen, ist die periphere Lage bezüglich Transportkosten kein bedeutender Nachteil.
Der Beschluss zur Einstellung der Produktion im Werk Zuchwil erfolgte 2014. Die Fertigung von Bosch-Elektrowerkzeugen wurde nach Ungarn verlagert. Am Standort Zuchwil verbleibt die Leitung des Bosch-Bereichs Zubehör von Elektrowerkzeugen. Dieser Geschäftsbereich machte 2017 einen Umsatz von mehr als einer Milliarde Schweizer Franken.
In St. Niklaus werden weiterhin Säbelsägeblätter, Stichsägeblätter, Starlocks sowie Messer für Gartengeräte und Stufenbohrer hergestellt.